# Coal Grove (Ohio)
Coal Grove es una villa ubicada en el condado de Lawrence en el estado estadounidense de Ohio. En el Censo de 2010 tenía una población de 2165 habitantes y una densidad poblacional de 408,56 personas por km².

## Geografía
Coal Grove se encuentra ubicada en las coordenadas 38°29′30″N 82°38′9″O / 38.49167, -82.63583. Según la Oficina del Censo de los Estados Unidos, Coal Grove tiene una superficie total de 5.3 km², de la cual 4.93 km² corresponden a tierra firme y (7.04%) 0.37 km² es agua.

## Demografía
Según el censo de 2010, había 2165 personas residiendo en Coal Grove. La densidad de población era de 408,56 hab./km². De los 2165 habitantes, Coal Grove estaba compuesto por el 97.74% blancos, el 0.6% eran afroamericanos, el 0.37% eran amerindios, el 0.05% eran asiáticos, el 0% eran isleños del Pacífico, el 0.14% eran de otras razas y el 1.11% pertenecían a dos o más razas. Del total de la población el 0.32% eran hispanos o latinos de cualquier raza.